# Gustavo Gorriti

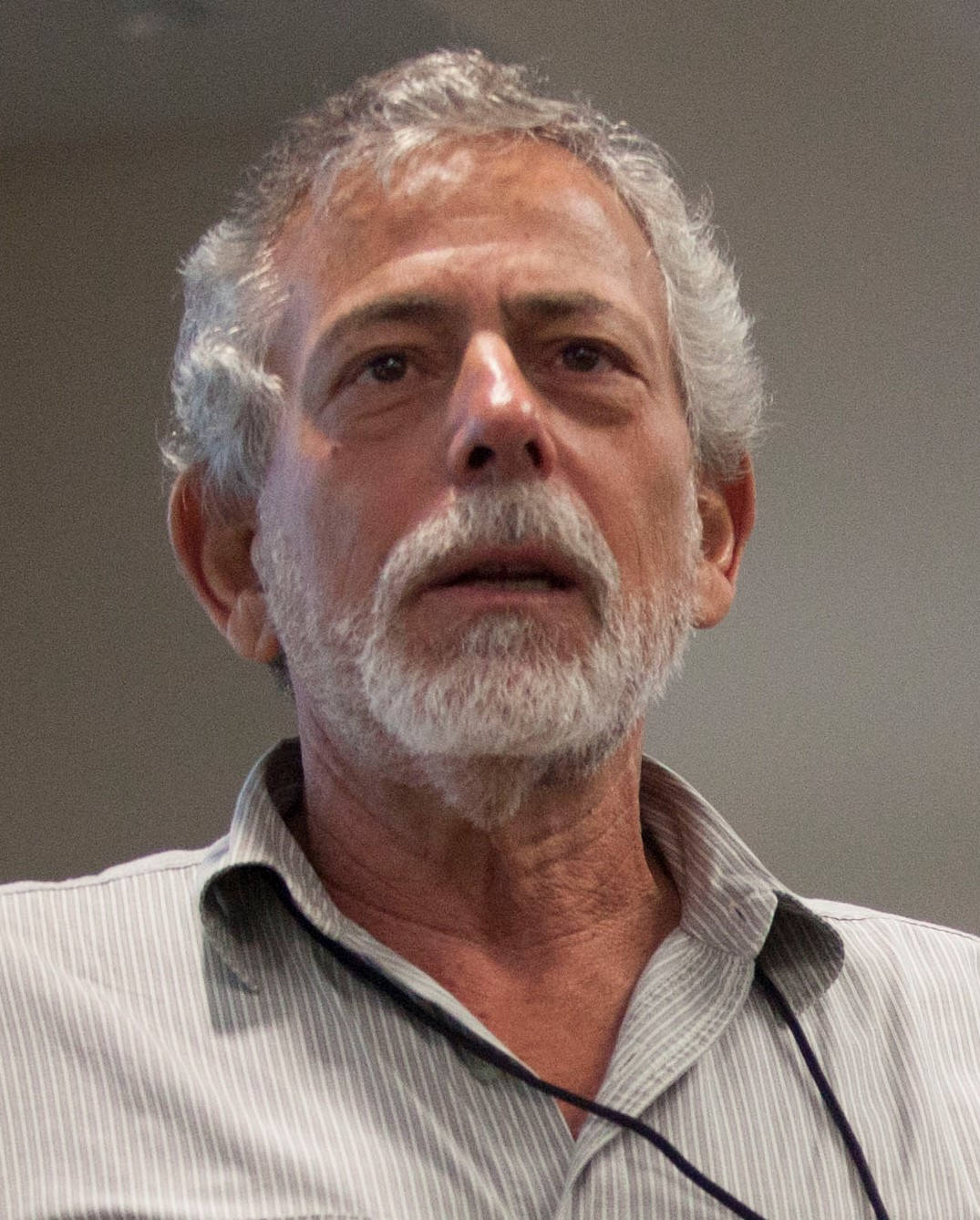
Gustavo Gorriti

Gustavo Gorriti (sinh năm 1948 tại Lima) là nhà báo người Peru. Ông đã viết nhiều về các vấn đề chính trị, văn hóa và xã hội của Trung Mỹ, Nam Mỹ và vùng vùng Caribe. Ông cũng  đã trải qua các cuộc hăm dọa giết chết của cả chính quyền lẫn băng đảng tội phạm.

## Sự nghiệp
Ban đầu Gorriti làm việc cho tạp chí tin tức Caretas ở Peru và trở nên nổi tiếng vì đưa tin đầy đủ về cuộc Xung đột nội bộ tại Peru do nhóm cộng sản gọi là Sendero Luminoso (Con đường sáng) điều khiển.  Sau đó ông viết thành sách về cuộc xung đột này dưới tên "The Shining Path: A History of the Millenarian War in Peru" (Con đường sáng: Lịch sử cuộc chiến tranh nghìn năm ở Peru), do nhà xuất bản Đại học Bắc Carolina phát hành.
Năm 1992, Gorriti bị nhóm binh sĩ Quân đội Peru bắt cóc. Năm 2009, trong vụ xét xử cựu tổng thống Alberto Fujimori, tòa án đã nhìn nhận ông này có tội chủ mưu trong vụ bắt cóc Gorriti nói trên.
Gorriti cũng đóng góp bài vở thường xuyên cho các báo xuất bản ở Hoa Kỳ và quốc tế, trong đó có các tờ The New York Times và Los Angeles Times. Ngoài ra ông cũng trả lời nhiều cuộc phỏng vấn trên các đài phát thanh truyền hình quốc tế từ giữa thập niên 1990.

## Giải thưởng
Ông đã được trao nhiều giải thưởng, trong đó có Giải Tự do Báo chí Quốc tế năm 1998 của Ủy ban bảo vệ các nhà báo. 

## Tác phẩm
- Sendero: Historia de la guerra milenaria en el Perú. Lima: Apoyo, 1990, OCLC 22630959
- Sendero: Historia de la guerra milenaria en el Perú. Lima: Planeta, 2008, ISBN 9789972239465
- The Shining Path: A History of the Millenarian War in Peru. Chapel Hill: University of North Carolina Press, 1999, ISBN 0807823732.
- La calavera en negro: el traficante que quiso gobernar un país. Lima: Planeta, 2006, ISBN 9972239071
- Ideologia y destino. Lima: Instituto de Defensa Legal, 2003, OCLC 63879128
- La batalla. Lima: Instituto de Defensa Legal, 2003, OCLC 52766419
- "Latin America's internal wars". Journal of democracy. Invierno de 1991, 2 (1): 85-98. OCLC 84084915
- Petroaudios. Lima: Planeta, 2009